# Wahlenbergia polycephala
Wahlenbergia polycephala là loài thực vật có hoa trong họ Hoa chuông. Loài này được (Mildbr.) Thulin miêu tả khoa học đầu tiên năm 1975.